# Элету Кекере
Элету Кекере (англ. Eletu Kekere) — четвёртый Оба (король) Лагоса. О его правлении ничего не известно, кроме того, что он был бездетен.